# 에릭 S. 로즌그렌
에릭 S. 로즌그렌(영어: Eric S. Rosengren, 1957년 6월 3일 ~ )은 미국의 경제학자이다. 현 보스턴 연방준비은행 총재이다.